# Wära
Die Wära war ein umlaufgesichertes Tauschmittel, das Ende der 1920er Jahre im Rahmen eines freiwirtschaftlichen Geldexperiments an vielen Orten Deutschlands eingeführt wurde. Initiiert wurde dieses Experiment von den Gesell-Anhängern Hans Timm und Helmut Rödiger im Jahr 1926. Mit der Wära verwandt sind heutige Modelle des sogenannten Regiogeldes.

## Begriff und Funktion
Das von Timm und Rödiger erfundene Kunstwort Wära leitet sich ab aus den miteinander verwandten Begriffen Währung und Währen im Sinne von „dauerhaft“, „stabil“. Eine Wära entsprach dem Wert einer Reichsmark. Wära-Scheine gab es in folgenden Stückelungen: 1/2, 1, 2, 5 und 10 Wära.
Jeder Wära-Schein unterlag einem regelmäßigen Schwund von monatlich einem Prozent seines Nennwertes. Dieser Schwund konnte durch den Erwerb von Wertmarken zu 0,5, 1, 2, 5 und 10 Wära-Cent (1 Cent = 1 Reichspfennig) ausgeglichen werden. Auf der Rückseite der Wära-Scheine befanden sich deshalb aufgedruckte Felder, in die die Wertmarken jeweils zum monatlichen Stichtag einzukleben waren. Ziel dieser Maßnahme war es, das Tauschmittel Wära unter Umlaufzwang zu setzen. Um den Wertverlust zu vermeiden, musste jeder Wära-Besitzer möglichst vor dem Stichtag seine Wära wieder in den Wirtschaftskreislauf einbringen.

## Geschichte

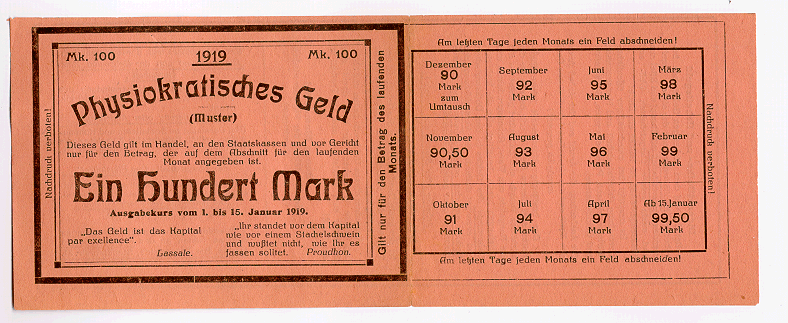
Das Physiokratische Geld – Vorläufer der Wära-Tauschbons

Nach längerer Vorbereitungszeit gründeten Helmut Rödiger und Hans Timm im Oktober 1929 – fast zeitgleich mit dem New Yorker Schwarzen Freitag und der damit in Zusammenhang stehenden Weltwirtschaftskrise – in Erfurt die sogenannte Wära-Tauschgesellschaft. Bereits drei Jahre zuvor hatte man im engen Rahmen des Physiokratischen Kampfbundes (später Fysiokratischer Kampfbund, hin und wieder auch Fisiokratischer Kampfbund), dem Rödiger und Timm angehörten, einen Wära-Praxistest gestartet.
Der erste Erfolg der privatrechtlich organisierten Wära-Tauschgesellschaft war beachtlich: 1931 gehörten ihr über 1000 Unternehmen aus allen Gebieten des Deutschen Reiches an. In vielen Städten öffneten Wära-Wechselstellen, in denen Reichsmark gegen die erwähnten Wära-Bons eingetauscht werden konnten. „Hier wird Wära angenommen!“ lautete die Aufschrift von Hinweisschildern, die sich in den Schaufenstern zahlreicher Geschäfte fanden. Bekannt geworden ist in diesem Zusammenhang das Wära-Experiment von Schwanenkirchen (heute Ortsteil der Gemeinde Hengersberg).

### Wära-Experiment Schwanenkirchen

Radiowerbung (1931) mit Angebot, Wära als Zahlungsmittel anzunehmen

Im Winter 1929 ersteigerte der Bergingenieur Max Hebecker (1882–1948) das 1927 in Konkurs gegangene Braunkohlebergwerk Schwanenkirchen für 8000 Reichsmark. Da die regionalen Banken es ablehnten, den Wiederaufbau des maroden Bergwerks zu finanzieren, wandte sich Hebecker an die Wära-Tauschgesellschaft in Erfurt, deren Initiatoren er als Anhänger der Gesellschen Freiwirtschaftslehre und durch seine Mitgliedschaft im Physiokratischen Kampfbund kannte. Relativ kurzfristig wurde darauf in Erfurt ein Wära-Finanzierungskonsortium ins Leben gerufen, das den notwendigen Kredit in Höhe von 50.000 Reichsmark zur Verfügung stellte. Der größere Teil des Kredits lautete auf Wära, der kleinere auf Reichsmark.
Bereits 1931 konnte die Braunkohleförderung mit zunächst 45 und später 60 Bergwerksarbeitern wieder aufgenommen werden. Ihren Lohn erhielten die Arbeiter zu zwei Dritteln in Wära und zu einem Drittel in Reichsmark ausgezahlt. Um die öffentliche Akzeptanz der Wära-Bons zu steigern, wurden öffentliche Vorträge über Wesen und Funktion des Tauschmittels abgehalten. Dem anfänglichen Misstrauen der örtlichen Geschäftsleute begegnete Hebecker auch dadurch, dass er eine Betriebskantine einrichtete und diese mit Waren von auswärtigen Firmen versorgte, die der Wära-Tauschgenossenschaft bereits angehörten. Die lokalen Geschäftsleute reagierten und nahmen alsbald ebenfalls die Wära-Scheine an. Mit den Sirius-Werken in Deggendorf konnte Hebecker einen Liefervertrag auf täglich 1.500 Zentner Braunkohle abschließen.
Das wirtschaftliche Leben Schwanenkirchens erlebte einen starken Aufschwung, der auch die gesamte umliegende Region erfasste. Dabei entwickelte Hebecker immer neue Geschäftsideen und Anreize. Wer zum Beispiel Schwanenkirchener Kohle mittels Wära kaufte, erhielt 5 % Rabatt. Der Erfolg des Wära-Experiments erregte in der Öffentlichkeit großes Aufsehen. In über 50 in- und ausländischen Zeitungen wurde das „Wära-Wunder“ von Schwanenkirchen ausführlich beschrieben. Auch die Reichsbank wurde auf Hebecker aufmerksam. Sie strengte schließlich eine Untersuchung an mit dem Ergebnis, dass gegen Hebecker am 5. August 1931 durch den zuständigen Staatsanwalt ein Strafantrag „wegen unbefugter Ausgabe von Banknoten und wegen Betrugs“ gestellt wurde. Das Amtsgericht Deggendorf lehnte jedoch die Eröffnung des Verfahrens ab, da es „keinen strafbaren Tatbestand“ erkennen konnte. Wära sei kein (inzwischen verbotenes) Notgeld und auch kein Geld im Sinne des Gesetzes.
Dennoch verbot das Reichsfinanzministerium im Zusammenhang mit den Brüningschen Notverordnungen am 30. Oktober 1931 das Wära-Experiment von Schwanenkirchen. Am 24. November desselben Jahres wurde Hebecker über diese Verordnung durch das Bezirksamt Deggendorf offiziell unterrichtet. Auch die Wära-Tauschgesellschaft in Erfurt war von dieser Verordnung betroffen. Damit fand das Wära-Experiment sowohl in Schwanenkirchen als auch reichsweit ein abruptes Ende.
Hebecker musste den größten Teil seiner Belegschaft entlassen. Über einige Zeit versuchte er, mit einigen wenigen Mitarbeitern die sogenannte Physiokratengrube zu betreiben, scheiterte jedoch alsbald. In Schwanenkirchen und Umgebung breiteten sich nach dem Wära-Verbot wieder Arbeitslosigkeit und wirtschaftlicher Niedergang aus.

### Der Modellversuch von Wörgl

Rückseite des Wörgl-Schwundgeldes

Das Wära-Experiment von Schwanenkirchen war Impulsgeber für ein ähnliches Experiment, das durch den Bürgermeister Michael Unterguggenberger im österreichischen Wörgl durchgeführt worden ist.

### Wära-Experimente an weiteren Orten des In- und Auslandes
Werner Onken nennt 14 Städte des Deutschen Reiches, in denen lokale Wära-Tauschgesellschaften bestanden. Hans-Joachim Werner berichtet außerdem noch von Norden (Ostfriesland) und der Insel Norderney, wo Wära-Bons sogar von der Commerzbank, der Ostfriesischen Bank, der Vereinsbank und von sozialdemokratischen Konsumläden angenommen wurden. Wära-Initiatoren waren hier vor allem der Norderneyer Badearzt und Gesell-Anhänger Anton Nordwall sowie sein Freund, der Künstler Hans Trimborn. Das öffentliche Interesse an diesen Experimenten war groß. Da die Ausgabe von geldähnlichen Wertzeichen gesetzlich den Zentralbanken vorbehalten war, wurden die Aktionen verboten. Daraufhin verschlimmerte sich die wirtschaftliche Situation in den jeweiligen Orten wieder beträchtlich. Zahlreiche Gemeinden in Österreich, Deutschland, Liechtenstein und der Schweiz – die Rede ist von über 200 – mussten die geplante Einführung von Freigeld abbrechen.
Auch in den Vereinigten Staaten kam es Anfang der 1930er Jahre an vielen Orten zur Durchführung eines freiwirtschaftlichen Geldexperiments. Unter der Bezeichnung stamp scrip, gewann das Experiment so sehr an Popularität, dass der Nationalökonom Irving Fisher darüber eine wissenschaftliche Untersuchung veröffentlichte.

## Nachwirkungen
Die Wära-Experimente der 1920er und 1930er Jahre standen Pate bei der Entwicklung moderner Komplementärwährungen, die auch unter dem Namen Regiogeld bzw. Regionalgeld bekannt geworden sind. Dabei handelt es sich um ein zwischen Verbrauchern, Anbietern, Vereinen und Kommunen demokratisch vereinbartes Zahlungsmittel, das innerhalb einer Region zur Bezahlung, Investition und Schenkung verwendet wird. Es wird – ähnlich wie seinerzeit bei der Wära – eine Umlaufsicherungsgebühr erhoben.